# Østbyen
Østbyen est un arrondissement de la ville de Trondheim dans le comté de Trøndelag, en Norvège.
L'arrondissement a été créé le 1er janvier 2005 dans le cadre d'une réforme visant à réduire le nombre d'arrondissements de Trondheim. Les arrondissements de Lerkendal et d'Heimdal se trouvent au sud-ouest d'Østbyen, Midtbyen est au nord-ouest. L'arrondissement comprend les quartiers de Møllenberg, Nedre Elvehavn, Rosenborg, Lade, Strindheim, Jakobsli, Ranheim et Vikåsen.
Certains quartiers d'Østbyen étaient des quartiers d'habitation populaire comme Ranheim, en raison d'une activité de papeterie. Østbyen longe le Trondheimsfjorden sur sa partie nord. Il abrite également un centre commercial et un magasin d'usine avec musée du confiseur et chocolatier Nidar.

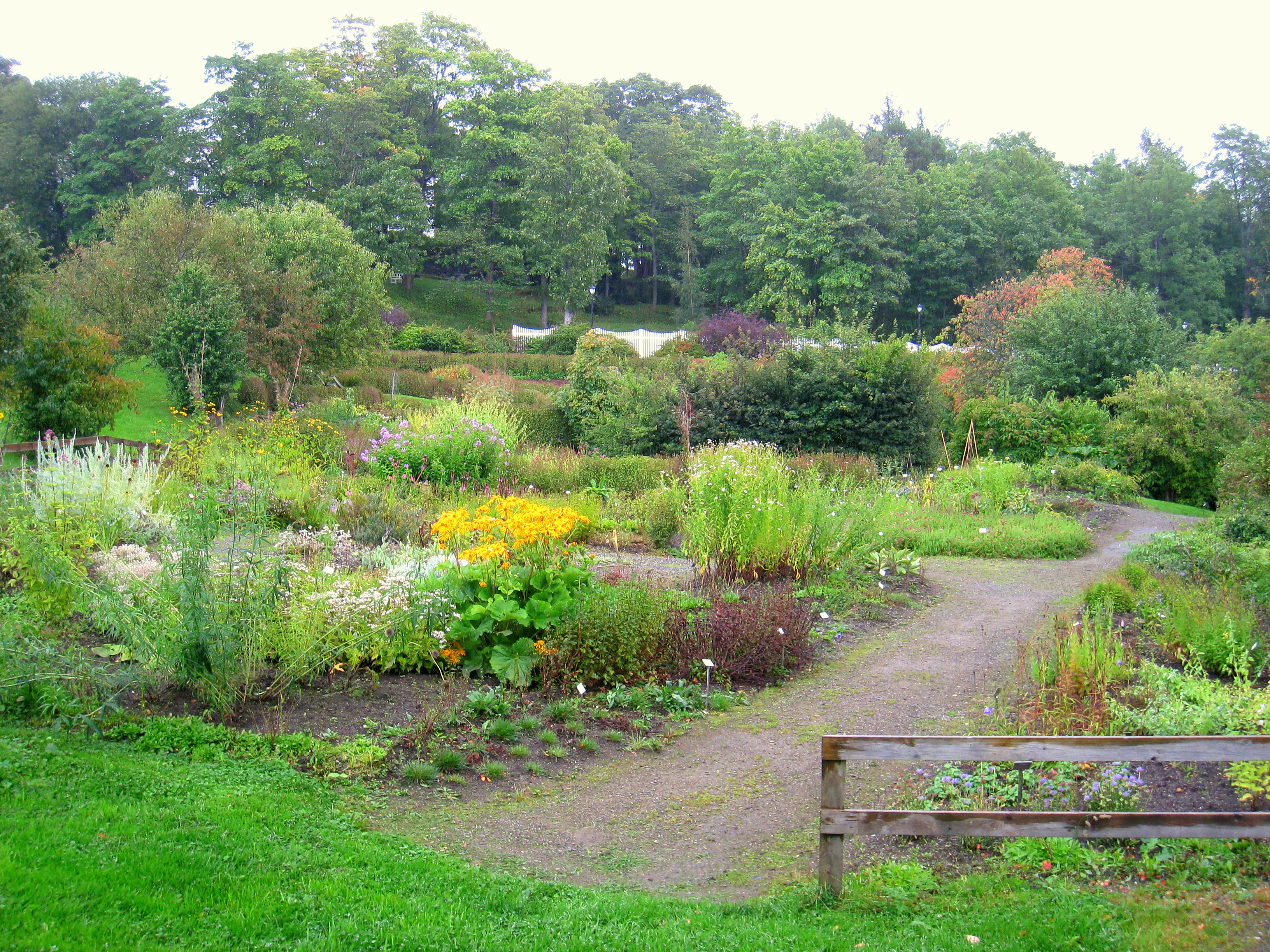
Le jardin botanique de Ringve.

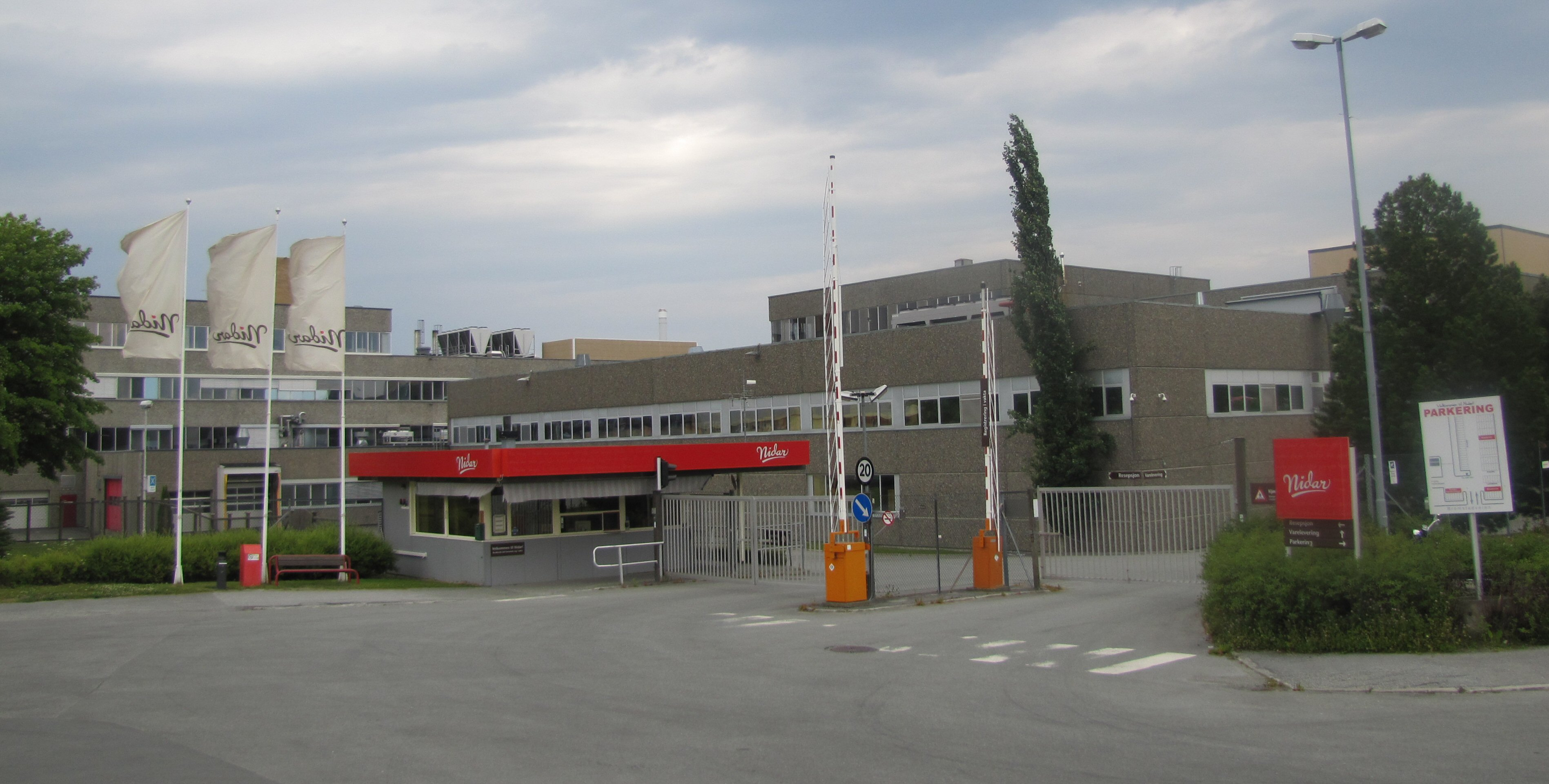
Magasin d'usine Nidar.